# Bulbophyllum elliae
Bulbophyllum elliae är en orkidéart som beskrevs av Heinrich Gustav Reichenbach. Bulbophyllum elliae ingår i släktet Bulbophyllum och familjen orkidéer.
Artens utbredningsområde är Sri Lanka. Inga underarter finns listade i Catalogue of Life.